# 44e cérémonie des British Academy Film Awards
Pour la cérémonie des BAFTAs récompensant la télévision, voir la 38e cérémonie des British Academy Television Awards.
La 44e cérémonie des British Academy Film Awards, organisée par la British Academy of Film and Television Arts, s'est déroulée en 1991 et a récompensé les films sortis en 1990.

## Palmarès

### Meilleur film
- Les Affranchis (Goodfellas)
  - Pretty Woman – Garry Marshall, Arnon Milchan et Steven Reuther
  - Crimes et délits (Crimes and Misdemeanors)
  - Miss Daisy et son chauffeur (Driving Miss Daisy)

### Meilleur réalisateur
- Martin Scorsese pour Les Affranchis (Goodfellas)
  - Woody Allen pour Crimes et délits (Crimes and Misdemeanors)
  - Giuseppe Tornatore pour Cinema Paradiso (Nuovo cinema Paradiso)
  - Bruce Beresford pour Miss Daisy et son chauffeur (Driving Miss Daisy)

### Meilleur acteur
- Philippe Noiret pour le rôle d'Alfredo dans Cinema Paradiso (Nuovo cinema Paradiso)
  - Robert De Niro pour le rôle de James 'Jimmy' Conway dans Les Affranchis (Goodfellas)
  - Sean Connery pour le rôle du Commandant Marko Ramius dans À la poursuite d'Octobre rouge (The Hunt for Red October)
  - Tom Cruise pour le rôle de Ron Kovic dans Né un 4 juillet (Born on the Fourth of July)

### Meilleure actrice
- Jessica Tandy pour le rôle de Daisy Werthan dans Miss Daisy et son chauffeur (Driving Miss Daisy)
  - Shirley MacLaine pour le rôle de Doris Mann dans Bons baisers d'Hollywood (Postcards from the Edge)
  - Michelle Pfeiffer pour le rôle de Susie Diamond dans Susie et les Baker Boys (The Fabulous Baker Boys)
  - Julia Roberts pour le rôle de Vivian « Viv » Ward dans Pretty Woman

### Meilleur acteur dans un second rôle
- Salvatore Cascio pour le rôle de Salvatore (enfant) dans Cinema Paradiso (Nuovo cinema Paradiso)
  - Alan Alda pour le rôle de Lester dans Crimes et délits (Crimes and Misdemeanors)
  - John Hurt pour le rôle de The 'Bird' O'Donnell dans The Field
  - Al Pacino pour le rôle de Big Boy Caprice dans Dick Tracy

### Meilleure actrice dans un second rôle
- Whoopi Goldberg pour le rôle d'Oda Mae Brown dans Ghost
  - Shirley MacLaine pour le rôle d'Ouiser Boudreaux dans Potins de femmes (Steel Magnolias)
  - Billie Whitelaw pour le rôle de Violet Kray dans Les Frères Krays (The Krays)
  - Anjelica Huston pour le rôle de Dolores Paley dans Crimes et délits (Crimes and Misdemeanors)

### Meilleur scénario original
- Cinema Paradiso (Nuovo cinema Paradiso) – Giuseppe Tornatore
  - Crimes et délits (Crimes and Misdemeanors) – Woody Allen
  - Ghost – Bruce Joel Rubin
  - Pretty Woman – Jonathan Frederick Lawton (en)

### Meilleur scénario adapté
- Les Affranchis (Goodfellas) – Nicholas Pileggi et Martin Scorsese
  - Miss Daisy et son chauffeur (Driving Miss Daisy) – Alfred Uhry
  - Bons baisers d'Hollywood (Postcards from the Edge) – Carrie Fisher
  - Né un 4 juillet (Born on the Fourth of July) – Oliver Stone et Ron Kovic
  - La Guerre des Rose (War of the Roses) – Michael Leeson

### Meilleure direction artistique
- Dick Tracy – Richard Sylbert
  - Cinema Paradiso (Nuovo cinema Paradiso) – Andrea Cristani
  - À la poursuite d'Octobre rouge (The Hunt for Red October) – Terence Marsh
  - Un thé au Sahara (Sheltering Sky) – Gianni Silvestri

### Meilleurs costumes
- Les Affranchis (Goodfellas)
  - Cinema Paradiso (Nuovo cinema Paradiso)
  - Dick Tracy – Milena Canonero
  - Pretty Woman – Marilyn Vance

### Meilleurs maquillages et coiffures
- Dick Tracy – John Caglione Jr. et Doug Drexler
  - Les Sorcières (The Witches)
  - Cinema Paradiso (Nuovo cinema Paradiso)
  - Ghost

### Meilleure photographie
- Un thé au Sahara (Sheltering Sky) – Vittorio Storaro
  - Glory – Freddie Francis
  - Cinema Paradiso (Nuovo cinema Paradiso) – Giurato Blasco
  - Les Affranchis (Goodfellas) – Michael Balhaus

### Meilleur montage
- Les Affranchis (Goodfellas) – Thelma Schoonmaker
  - Dick Tracy – Richard Marks
  - Cinema Paradiso (Nuovo cinema Paradiso) – Mario Morra
  - Crimes et délits (Crimes and Misdemeanors) – Susan Morse

### Meilleurs effets visuels
- Chérie, j'ai rétréci les gosses (Honey I Shrunk the Kids)
  - Dick Tracy
  - Ghost
  - Total Recall

### Meilleur son
- Susie et les Baker Boys (The Fabulous Baker Boys)
  - À la poursuite d'Octobre rouge (The Hunt for Red October)
  - Dick Tracy – David E. Campbell, Thomas Causey, Dennis Drummond, Doug Hemphill et Chris Jenkins
  - Sailor et Lula (Wild at Heart)

### Meilleure musique de film
- Cinema Paradiso (Nuovo cinema Paradiso) – Ennio Morricone et Andrea Morricone
  - Bons baisers d'Hollywood (Postcards from the Edge) – Carly Simon
  - Susie et les Baker Boys (The Fabulous Baker Boys) – Dave Grusin
  - Memphis Belle – George Fenton

### Meilleur film en langue étrangère
- Cinema Paradiso (Nuovo cinema Paradiso) •  Italie/ France
  - Jésus de Montréal •  Québec
  - Romuald et Juliette •  France
  - Milou en mai •  France

### Meilleur court-métrage
- Say Goodbye – Michele Camarda et John Roberts
  - Dear Rosie – Barnaby Thompson et Peter Cattaneo
  - At The Border (An Der Grenze) – Michael Drexler et Max Linder
  - Chicken – Julian Nott et Jo Shoop

### Meilleure contribution au cinéma britannique
Michael Balcon Award.
- Jeremy Thomas

### Fellowship Award
Prix d'honneur de la BAFTA, récompense la réussite dans les différentes formes du cinéma.
- Louis Malle

## Récompenses et nominations multiples

### Nominations multiples
Films
 11  : Cinema Paradiso
 7  : Les Affranchis, Dick Tracy
 6  : Crimes et délits
 4  : Miss Daisy et son chauffeur, Ghost, Pretty Woman
 3  : Susie et les Baker Boys, À la poursuite d'Octobre rouge, Bons baisers d'Hollywood
 2  : Un thé au Sahara, Né un 4 juillet
Personnalités
 2  : Shirley MacLaine, Martin Scorsese, Woody Allen, Giuseppe Tornatore

### Récompenses multiples
Légende : Nombre de récompenses/Nombre de nominations
Films
 5 / 7  : Les Affranchis
 5 / 11  : Cinema Paradiso
 2 / 7  : Dick Tracy
Personnalités
 2 / 2  : Martin Scorsese

### Les grands perdants
0 / 6  : Crimes et délits
 0 / 4  : Pretty Woman